# Yuichiro Nagai
Yuichiro Nagai (永井 雄一郎, Nagai Yuichiro, Tokio, 14 februari 1979) is een Japans voormalig voetballer die als aanvaller speelde.

## Interlandcarrière
Hij speelde tot nu toe 4 interlands voor Japan en scoorde daarin 1 keer.

## Statistieken
| Japans voetbalelftal | Japans voetbalelftal | Japans voetbalelftal |
| Jaar                 | Wed.                 | Dlp.                 |
| -------------------- | -------------------- | -------------------- |
| 2003                 | 4                    | 1                    |
| Totaal               | 4                    | 1                    |

### Internationale goals
| Goals | Datum         | Plaats | Tegenstander | Score | Resultaat | Competitie        |
| ----- | ------------- | ------ | ------------ | ----- | --------- | ----------------- |
| 1     | 16 april 2003 | Seoel  | Zuid-Korea   | 1-0   | Winst     | Vriendschappelijk |